# Malcolm Caldwell
James Alexander Malcolm Caldwell, född 27 september 1931 i Stirling, Skottland, död (mördad) 23 december 1978 i Phnom Penh, Kambodja, var en brittisk marxistisk akademiker och författare. Han var en idog motståndare till all form av imperialism och skrev många böcker om den asiatiska frihetskampen. Till verken hör bland andra Kampuchea: Rationale for a Rural Policy, i vilken han försvarar Demokratiska Kampucheas jordbrukspolitik och massförflyttningen av människor från stad till landsbygd.
Malcolm Caldwell mördades 1978 av okända förövare under en resa i Kampuchea. Pol Pots regering var snabb med att peka ut vietnamesiska agenter som de skyldiga, men Vietnam menade att hans död kom på order av Pol Pot själv.